# Park Narodowy Carrasco
Park Narodowy Carrasco (hiszp. Parque nacional Carrasco) – park narodowy w Boliwii położony w departamencie Cochabamba, w prowincjach Chapare, Carrasco i Tiraque. Został utworzony 11 października 1991 roku i zajmuje obszar 6226 km². W jego granicach znajduje się rezerwat przyrody z jaskiniami Cavernas del Repechón. Od wschodu graniczy z Parkiem Narodowym Amboró. W 2008 roku jego część została zakwalifikowana przez BirdLife International jako ostoja ptaków IBA.

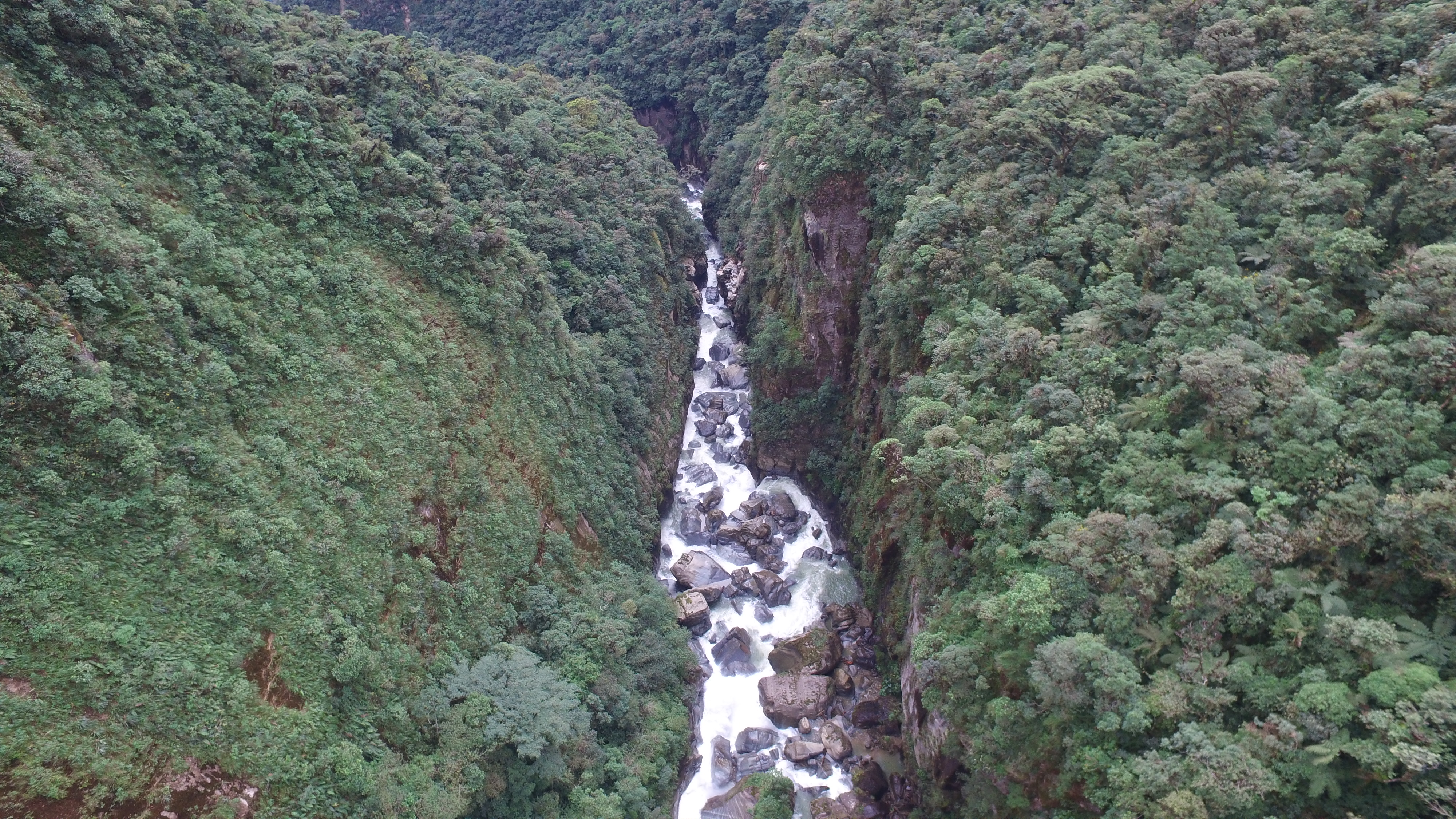
Kanion rzeki Ivirizú

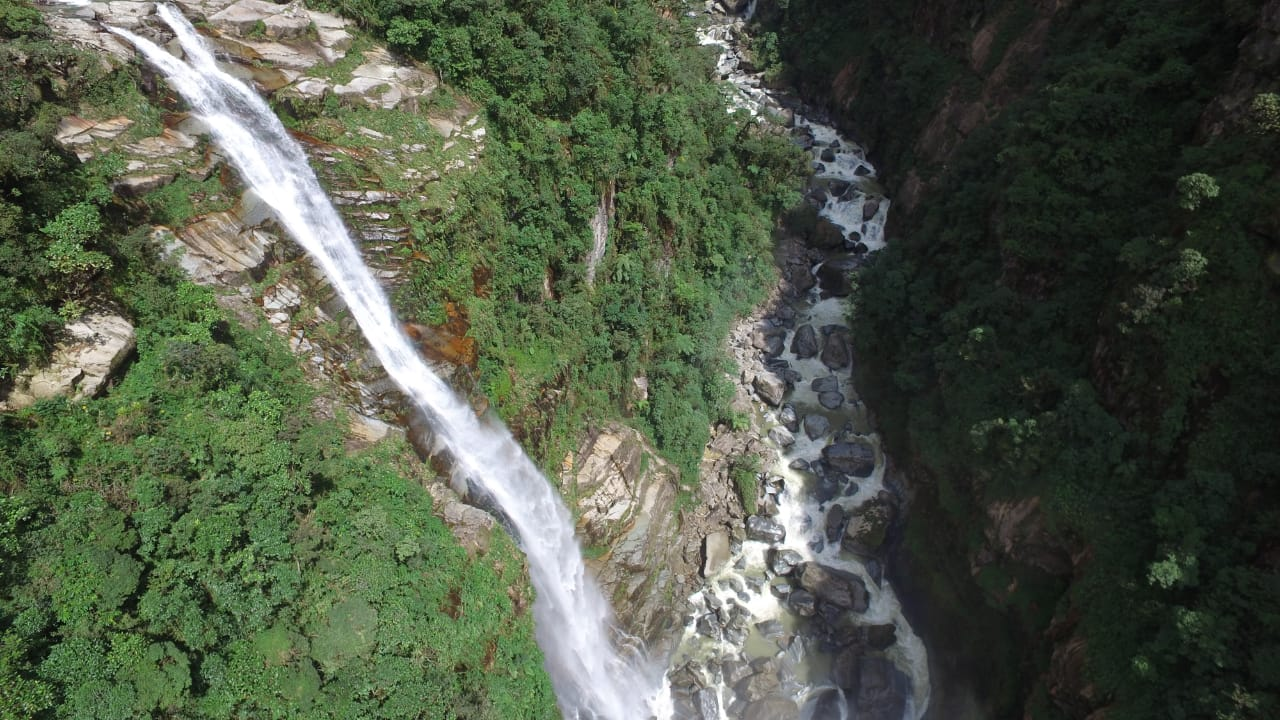
Wodospad Salto Pajcha

## Opis
Park znajduje się na wschodnich zboczach Andów, w dorzeczu Amazonki, na wysokościach od 300 do 4700 m n.p.m. Rzeki tu przepływające to m.in.: Ivirizú, Chimoré, Ichilo, Sajta, San Mateo i Ichoa, na których tworzą się liczne wodospady.
Klimat zimny w wyższych partiach gór (na zachodzie i południu) oraz ciepły na niżej położonych obszarach północnych. Duża część parku charakteryzuje się wysokimi opadami, które mogą przekraczać 5000 mm rocznie.
Ze względu na duże różnice wysokości występuje tu kilka formacji roślinnych. Od półpustynnej puny przez tropikalne wilgotne lasy górskie Yungas po lasy mgliste i wilgotny las równikowy.

## Flora
W parku występuje ponad 3000 gatunków roślin wyższych, w tym około 300 gatunków storczyków. Rosną tu m.in.: rośliny z rodzaju Polylepis, a także Weinmannia boliviensis, Weinmannia crassifolia, Juglans boliviana, Miconia theaezans, Podocarpus oleifolius, Podocarpus rusbyi, Cedrela lilloi, Alnus acuminata, Myrsine coriacea, Byrsonima indorum, Cinchona officinalis, Myrica pubescens, Protium bangii, Tetragastris altissima, Anadenanthera colubrina, Didymopanax morototoni, Aniba coto, cedrzyk wonny, Swietenia macrophylla, Calophyllum brasiliense, różne gatunki z rodzajów Ocotea, Aniba i Nectandra.

## Fauna
W parku występuje 638 gatunków kręgowców, z czego 181 to ssaki, 247 ptaki, 91 gady, 88 płazy i 31 ryby.
Z ssaków żyje tu m.in.: 12 gatunków torbaczy (rząd Didelphimorphia), 64 gatunki nietoperzy (Chiroptera), 6 gatunków szczerbaków (Xenathra), 7 gatunków małpokształtnych (rząd naczelne), 22 gatunki drapieżnych (Carnívora), 7 gatunków zwierząt kopytnych (Ungulata), 61 gatunków gryzoni (Rodentia). 
Ptaki to m.in.: karakara czubata, myszołów krótkoogonowy, tłuszczak, koszykarz boliwijski, harpia gujańska, myszatka śniada, punańczyk szary, liściowiec boliwijski, kusaczka rudolica, mrówiaczek boliwijski, górzak klinosterny, iskrzyk czarnogłowy, czapla gwiżdżąca, kleszczojad wielki, syczoń tropikalny.
Zwierzęta zagrożone żyjące w parku to m.in.:
1. krytycznie zagrożone wyginięciem (CR):
  - ara różowooka
  - czubacz rogaty
  - płaz Gastrotheca lauzuricae
2. zagrożone wyginięciem (EN):
  - czepiak czarnolicy
  - ocelot andyjski
  - arirania amazońska
  - andowik
  - mrówkowiec żółtorzytny
  - płazy Elmatobius edaphonastes, Telmatobius sibiricus, Telmatobius simonsi, Telmatobius yucarare
3. narażone na wyginięcie (VU): 
  - andoniedźwiedź okularowy
  - mazama lilipucia
  - tapir amerykański
  - huemal peruwiański
  - zębolita olbrzymia
  - kondor wielki
  - bławatowiec boliwijski
  - płazy Atelopus tricolor, Yunganastes ashkapara, Rhinella justinianoi, Rhinella kechua[7].